# Sint-Victorkerk (Batenburg)
De katholieke nieuwe Sint Victorkerk in Batenburg werd gebouwd tussen 1873 en 1875 in neogotische stijl. De architect was Cornelis van Dijk, die eerder al de Sint Lambertuskerk van Maasbommel had gebouwd. De kerk werd op 1 mei 1875 plechtig in gebruik genomen door pastoor Kroonen. Het gebouw kon worden gerealiseerd door een schenking van de landbouwer Jan Steeg en zijn moeder, Gertrudis Steeg-Smits. De stichters worden vermeld op een hardstenen plaat boven de linkerzij-ingang van de toren. Het gezin Steeg woonde in Lienden, een buurtschap bij Batenburg op een paar kilometer van het dorp. Het verhaal gaat dat de Steegs de kerk hoog op de dijk hebben gebouwd zodat ze hem vanuit Lienden goed zouden kunnen zien. Een extra schenking van Jan Steeg maakte in de navolgende jaren de aanschaf van de altaren en de rijke versiering mogelijk. Daarna werd het gebouw op 8 augustus 1881 geconsacreerd door de bisschop van Den Bosch Mgr. Godschalk, tegelijk met de inwijding van het nieuwe klooster. Ook dit gebouw was door Jan Steeg betaald.
Alle interne kerkversieringen werden eind vijftiger jaren tijdens het pastoraat van pastoor Sleegers grijs overgeschilderd. Ook de monumentale ramen van Willem Mengelberg werden verwijderd. De overschilderingen werden tussen 2008 en 2012 gedeeltelijk weer ongedaan gemaakt en gerestaureerd door vrijwilligers. De ramen van Mengelberg werden in diezelfde periode professioneel gerestaureerd en herplaatst. 
Sinds 2010 is de parochie Batenburg gefuseerd met elf andere parochies in de regio tot de fusieparochie De Twaalf Apostelen. De hoofdzetel daarvan is gevestigd in Wijchen.
De kerk werd in 2019 aan de eredienst onttrokken en verkocht aan een particulier.